# Ibrahima Mbaye
Ibrahima Mbaye (Guédiawaye, 19 de novembro de 1994) é um futebolista profissional senegalês que atua como defensor. Defende atualmente as cores do Bologna, Itália.

## Carreira
Ibrahima Mbaye começou a carreira no Internazionale de Milão.

## Títulos
Seleção Senegalesa
- Campeonato Africano das Nações: 2021